# 교향곡 5번 (본 윌리엄스)
《교향곡 5번 라장조》는 레이프 본 윌리엄스가 제2차 세계대전이 한창인 1939년부터 1943년까지 작곡된 교향곡이다.

## 개요
본 윌리엄스의 작품 중 최고로 평가 받는 교향곡 제5번은 그의 음악 언어가 완숙의 경지에 이르렀을 때 만들어졌다. 당시 그의 음악 기법은 때때로 프랑스적이라고 할 수 있는 독특한 작법과 민요적 선율을 종합한 것이었으며 매우 설득력 있는 화성 기법이 특징적이었다.
본 윌리엄스가 이 곡을 작곡, 완성할 당시는 제2차 세계대전이 한창인 1943년이었다. 전쟁의 참화와 포화속에서 작곡한 곡이지만 내용은 전쟁과는 상관없는 전원적이고 평온적인 내용이다. 이렇게 된 것은 그가 구상한 것이 전쟁을 겪고있는 모든 이들의 귀향(歸鄕), 추모(追慕), 기도(祈禱), 평화(平和)를 목적으로 설정하고 작곡을 했기 때문이다. 초연은 1943년 6월 24일 런던 로열 알베르트 홀에서 런던 필하모닉 오케스트라에 이루어졌지만 전쟁상황이었기 때문에 공습경보가 울리는 상황속에서도 멈추지 않고 계속 연주했다고 한다.
본 윌리엄스는 교향곡 5번을 작곡하면서 동시에 종교 소설에 의한 오페라 '천로역정'을 작곡하는데 이 때 교향곡 5번의 주제와 선율, 또 교향곡 5번에 인용한 자작 찬송가 '무명(無名, Sine Nomine)'도 인용해 작곡을 했다. 오늘날 널리 사랑 받는 본 윌리엄스의 찬송가 선율 '무명'을 아는 이라면, 이 곡에 찬송가 '모든 성인들이여'의 가사 중 '할렐루야' 부분이 반복 등장한다는 것을 알아차릴 것이다. 1935년에 초연한 교향곡 4번에서 볼 수 있었던 폭력적인 불협화음과 긴장감은 자취를 감추고 교향곡 3번 이전의 잔잔한 작풍으로 회귀하고 있지만 교향곡 6번 이후 두드러지는 독자적인 선법성도 나타나기 시작했다.

## 악기편성
본 윌리엄스의 교향곡 중에서는 편성이 적다.
플루트2 (2번은 피콜로 겸함), 오보에2 (2번은 잉글리시 호른 겸함), 클라리넷2, 바순2, 호른3, 트럼펫3, 트롬본3, 팀파니, 현 5부 (12, 12, 10, 10, 10)

## 연주시간
- 약 40분

## 구성

### 제1악장
라장조, 4/4박자, Preludio. Moderato, Allegro (전주곡. 느리게, 빠르게), 소나타 형식
라장조이기는 하지만 다장조 등과의 복조가 많이 이용되고 있다. 첼로와 콘트라베이스를 통한 저음 하 위에 주제나 동기가 나타난다.첫머리 호른에 의한 부점 리듬은 라장조이지만 잔잔한 민요조의 제1주제는 라단조의 색조가 짙다. 이 호른의 부점 리듬에 의한 음색은 스승인 모리스 라벨의 다프니스와 클로에 서두 부분으로부터의 인용이다. 제1주제에서는 첫머리부터 나타나고 있는 첼로 콘트라베이스의 다음이 화성축으로 통일적으로 이용되고 있다. 감동적인 제2주제는 마장조→마단조로 제1주제보다 다소 감정의 고조가 심하다. 전개부는 Allegro (빠르게), 2/2박자로 속도를 높이고 두 주제 외에 제시부 마지막에 나타난 반음하강 동기도 이용되어 분주하게 움직인다. 재현부, 제2주제가 내림나장조로 재현되는 부분이 악장의 클라이맥스이다.

### 제2악장
가단조, 3/4박자. Scherzo. Presto misterioso (스케르초. 매우 빠르고 신비롭게)
정신없이 오르내리는 현악기 위에 목관이 소박한 선율을 연주하는 부분을 주체로 한다.여기에 제1악장에서도 나타난 반음하강 동기, 트롬본 유니즌에서 시작되는 관악기 코랄, 2/4박자의 선법적 선율 등이 삽입된다.

### 제3악장
다장조 혹은 가단조, 3/4박자. Romanza. Lento (로만차. 느리게) 
느긋한 반음계적으로 넘어가다 약음기가 달린 현악합주로 시작된다. 잉글리시 호른과 호른의 불안한 도입, 거기에 목관의 끈질긴 얽힘과 금관의 포효도 나타나지만 주체가 되는 것은 현악기에 의한 기도와 같은 아름다운 선율이다. 마지막은 가장조로 편안하게 종결한다.

### 제4악장
라장조, 3/4박자 Passacaglia. Moderato, Allegro, Tempo primo (파사칼리아. 느리게, 빠르게, 본래의 속도로)
파사칼리아로 되어있지만 주제가 항상 저음에 나타나는 것은 아니다. 파사칼리아 주제는 첫머리 첼로에 나타나는 잔잔한 것이지만 다음 변주부터 차례차례 나타나는 고음악기의 대성률도 중요하다. 점차 분위기가 즐거워지고 흥을 돋우는데 그 정점에서 트롬본만 남으면 갑자기 바장조, 4/4박자가 되어 소나타 형식의 전개부와 같은 부분으로 들어간다. 그 부분의 끝에서 제1악장의 주제가 회귀하면 조용히 차분하게 연주가 되고, 파사칼리아 주제나 그 대성률이 편안하게 회상되어 곡을 맺는다.